# Island na Eurovision Song Contest
Island se zúčastnil 37 ročníků soutěže Eurovision Song Contest, poprvé v roce 1986. Země od té doby na soutěži chyběla pouze dvakrát v letech 1998 a 2009, kdy se nemohla zúčastnit z důvodu špatného umístění v soutěži v předchozím roce. Soutěž vysílá veřejnoprávní společnost Ríkisútvarpið (RÚV), která také pořádá národní soutěž Söngvakeppnin, jejíž vítěz tradičně zemi v Eurovizi zastupuje.
Největším úspěchem země jsou dvě druhá místa, první získala Selma s písní „All Out of Luck“ v roce 1999, druhé Yohanna se skladbou „Is It True?“ v roce 2009. Země se celkem 7krát dostala mezi deset nejlepších. Od zavedení semifinálových kol v roce 2004 Island do finále nepostoupil 9krát. Island je dosud jedinou severskou zemí, která Eurovizi nevyhrála.

## Výsledky
| Rok                    | Interpret            | Píseň                | Jazyk                     | Finále        | Finále        | Semifinále                  | Semifinále                  |
| Rok                    | Interpret            | Píseň                | Jazyk                     | Pořadí        | Body          | Pořadí                      | Body                        |
| ---------------------- | -------------------- | -------------------- | ------------------------- | ------------- | ------------- | --------------------------- | --------------------------- |
| 1986                   | ICY                  | „Gleðibankinn“       | islandština               | 16.           | 19            | nekonalo se                 | nekonalo se                 |
| 1987                   | Halla Margrét        | „Hægt og hljótt“     | islandština               | 16.           | 28            | nekonalo se                 | nekonalo se                 |
| 1988                   | Beathoven            | „Sókrates“           | islandština               | 16.           | 20            | nekonalo se                 | nekonalo se                 |
| 1989                   | Daníel               | „Það sem enginn sér“ | islandština               | 22.           | 0             | nekonalo se                 | nekonalo se                 |
| 1990                   | Stjórnin             | „Eitt lag enn“       | islandština               | 4.            | 124           | nekonalo se                 | nekonalo se                 |
| 1991                   | Stefán and Eyfi      | „Nína“               | islandština               | 15.           | 26            | nekonalo se                 | nekonalo se                 |
| 1992                   | Heart 2 Heart        | „Nei eða já“         | islandština               | 7.            | 80            | nekonalo se                 | nekonalo se                 |
| 1993                   | Inga                 | „Þá veistu svarið“   | islandština               | 13.           | 42            | Kvalifikacija za Millstreet | Kvalifikacija za Millstreet |
| 1994                   | Sigga                | „Nætur“              | islandština               | 12.           | 49            | nekonalo se                 | nekonalo se                 |
| 1995                   | Bo Halldórsson       | „Núna“               | islandština               | 15.           | 31            | nekonalo se                 | nekonalo se                 |
| 1996                   | Anna Mjöll           | „Sjúbídú“            | islandština               | 13.           | 51            | 10.                         | 59                          |
| 1997                   | Paul Oscar           | „Minn hinsti dans“   | islandština               | 20.           | 18            | nekonalo se                 | nekonalo se                 |
| bez účasti v roce 1998 |                      |                      |                           |               |               | nekonalo se                 | nekonalo se                 |
| 1999                   | Selma                | „All Out of Luck“    | angličtina                | 2.            | 146           | nekonalo se                 | nekonalo se                 |
| 2000                   | August and Telma     | „Tell Me!“           | angličtina                | 12.           | 45            | nekonalo se                 | nekonalo se                 |
| 2001                   | Two Tricky           | „Angel“              | angličtina                | 22.           | 3             | nekonalo se                 | nekonalo se                 |
| bez účasti v roce 2002 |                      |                      |                           |               |               | nekonalo se                 | nekonalo se                 |
| 2003                   | Birgitta             | „Open Your Heart“    | angličtina                | 8.            | 81            | nekonalo se                 | nekonalo se                 |
| 2004                   | Jónsi                | „Heaven“             | angličtina                | 19.           | 16            | TOP 11 z předchozího roku   | TOP 11 z předchozího roku   |
| 2005                   | Selma                | „If I Had Your Love“ | angličtina                | nepostup      | nepostup      | 16.                         | 52                          |
| 2006                   | Silvía Night         | „Congratulations“    | angličtina                | nepostup      | nepostup      | 13.                         | 62                          |
| 2007                   | Eiríkur Hauksson     | „Valentine Lost“     | angličtina                | nepostup      | nepostup      | 13.                         | 77                          |
| 2008                   | Euroband             | „This Is My Life“    | angličtina                | 14.           | 64            | 8.                          | 68                          |
| 2009                   | Yohanna              | „Is It True?“        | angličtina                | 2.            | 218           | 1.                          | 174                         |
| 2010                   | Hera Björk           | „Je ne sais quoi“    | angličtina, francouzština | 19.           | 41            | 3.                          | 123                         |
| 2011                   | Sjonni's Friends     | „Coming Home“        | angličtina                | 20.           | 61            | 4.                          | 100                         |
| 2012                   | Greta Salóme a Jónsi | „Never Forget“       | angličtina                | 20.           | 46            | 8.                          | 75                          |
| 2013                   | Eythor Ingi          | „Ég á líf“           | islandština               | 17.           | 47            | 6.                          | 72                          |
| 2014                   | Pollapönk            | „No Prejudice“       | angličtina                | 15.           | 58            | 8.                          | 61                          |
| 2015                   | Maria Olafs          | „Unbroken“           | angličtina                | nepostup      | nepostup      | 15.                         | 14                          |
| 2016                   | Greta Salóme         | „Hear Them Calling“  | angličtina                | nepostup      | nepostup      | 14.                         | 51                          |
| 2017                   | Svala                | „Paper“              | angličtina                | nepostup      | nepostup      | 15.                         | 60                          |
| 2018                   | Ari Ólafsson         | „Our Choice“         | angličtina                | nepostup      | nepostup      | 19.                         | 15                          |
| 2019                   | Hatari               | „Hatrið mun sigra“   | islandština               | 10.           | 232           | 3.                          | 221                         |
| 2020                   | Daði og Gagnamagnið  | „Think About Things“ | angličtina                | ročník zrušen | ročník zrušen | ročník zrušen               | ročník zrušen               |
| 2021                   | Daði og Gagnamagnið  | „10 Years“           | angličtina                | 4.            | 378           | 2.                          | 288                         |
| 2022                   | Systur               | „Með hækkandi sól“   | islandština               | 23.           | 20            | 10.                         | 103                         |
| 2023                   | Diljá                | „Power“              | angličtina                | nepostup      | nepostup      | 11.                         | 44                          |
| 2024                   | Hera Björk           | „Scared of Heights“  | angličtina                | nepostup      | nepostup      | 15.                         | 3                           |
| 2025                   | Væb                  | „Róa“                | islandština               | 25.           | 33            | 6.                          | 97                          |

| Legenda | Legenda                              |
| ------- | ------------------------------------ |
| 1       | 1. místo                             |
| 2       | 2. místo                             |
| 3       | 3. místo                             |
| ◁       | poslední místo                       |
| X       | interpret vybrán, ale nezúčastnil se |

## V populární kultuře
V roce 2020 natočil Netflix film Eurosong: Příběh skupiny Fire Saga, ve kterém Will Ferrell a Rachel McAdams vystupují jako fiktivní pěvecká dvojice, která reprezentuje Island na Eurovizi.

## Galerie

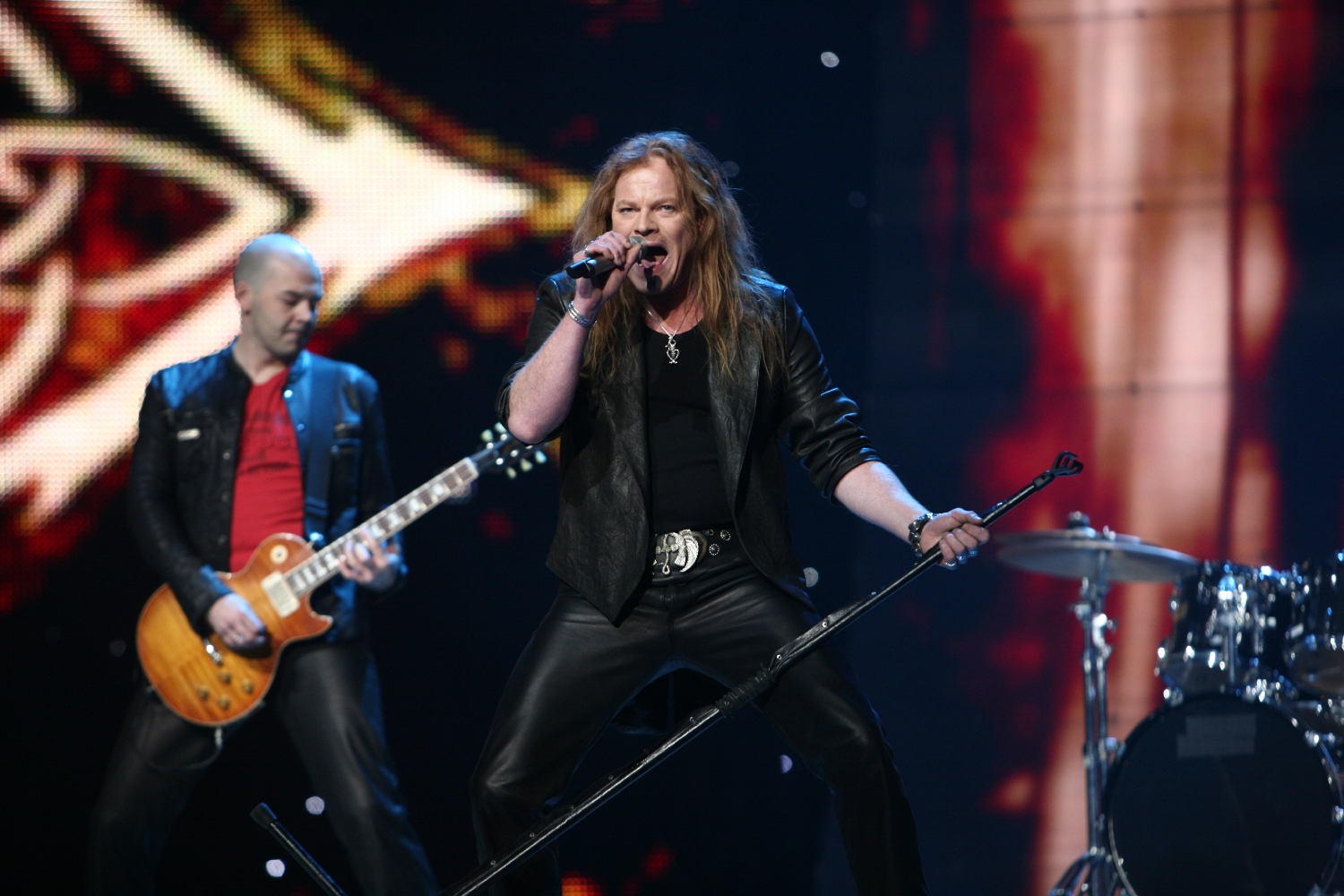
Eiríkur Hauksson v Helsinkách (2007)
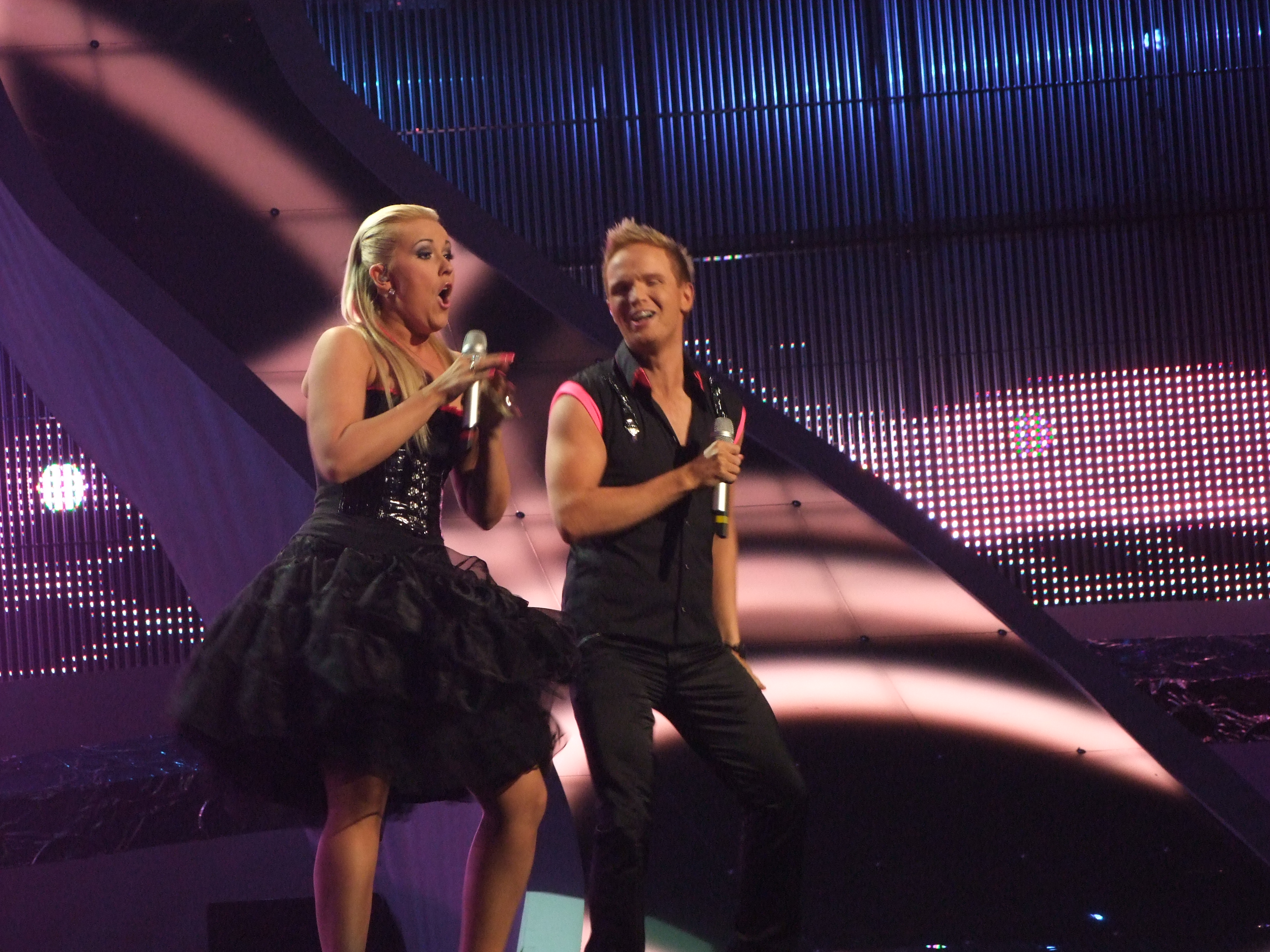
Euroband v Bělehradu (2008)
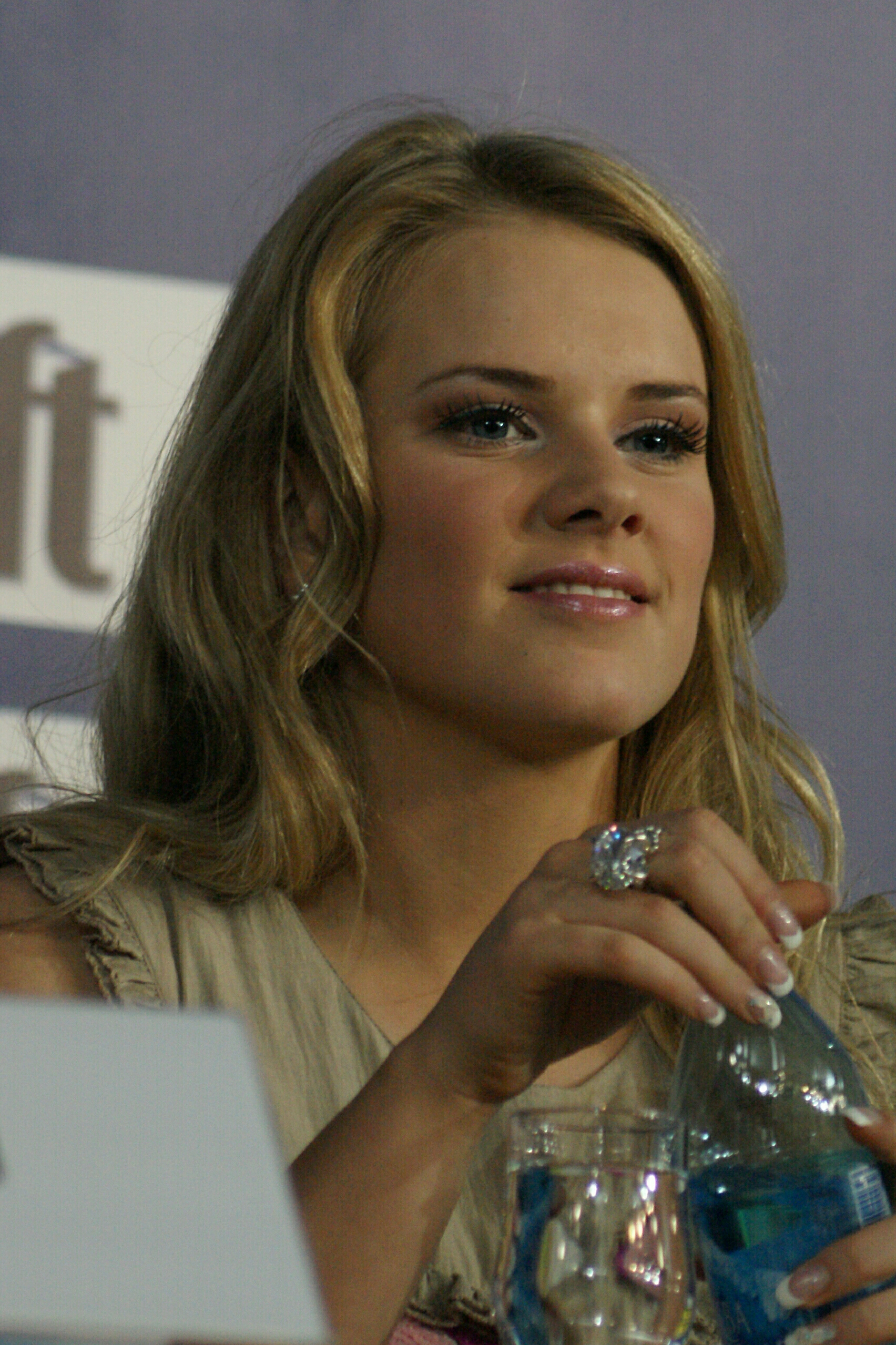
Yohanna v Moskvě (2009)
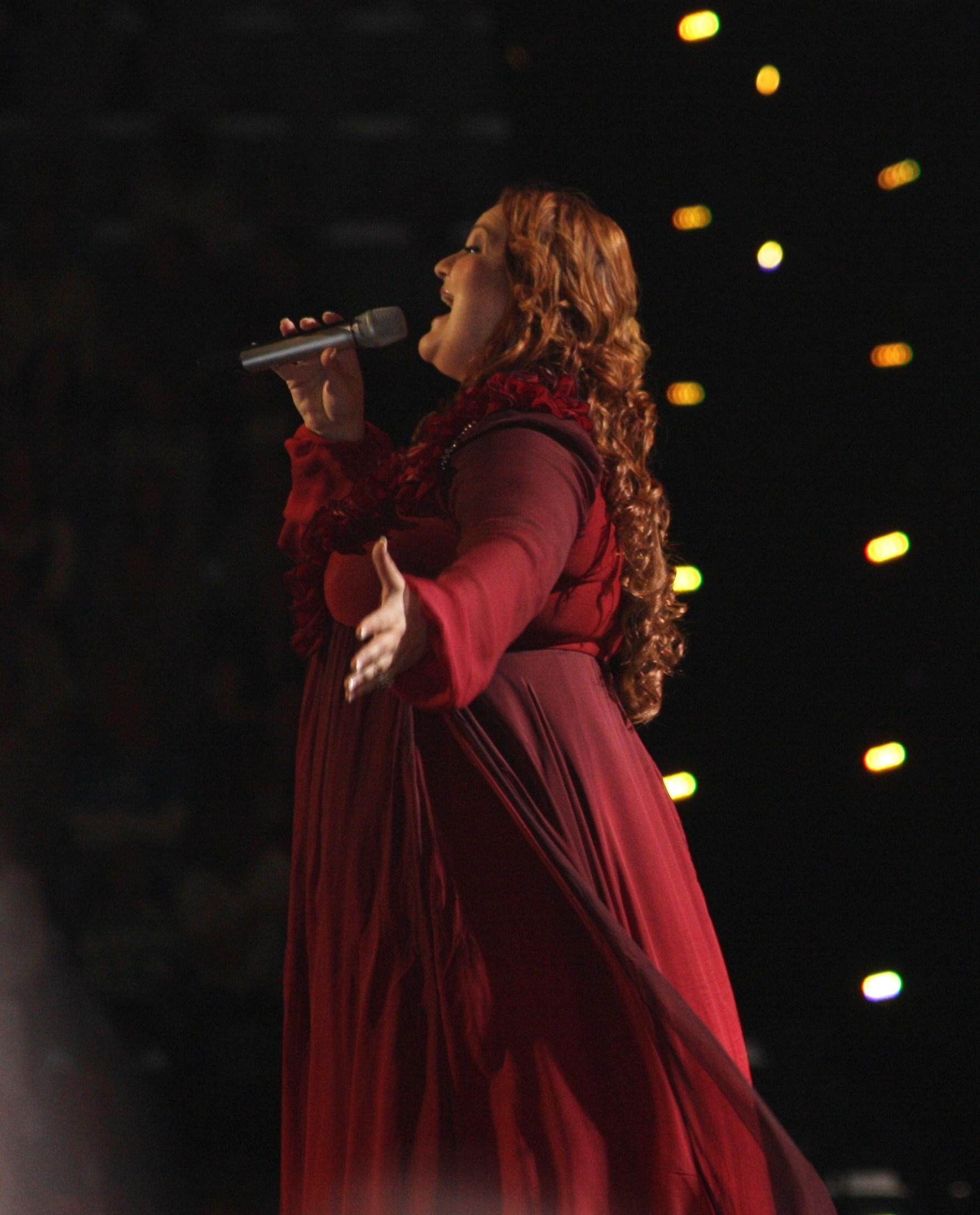
Hera Björk v Oslu (2010)
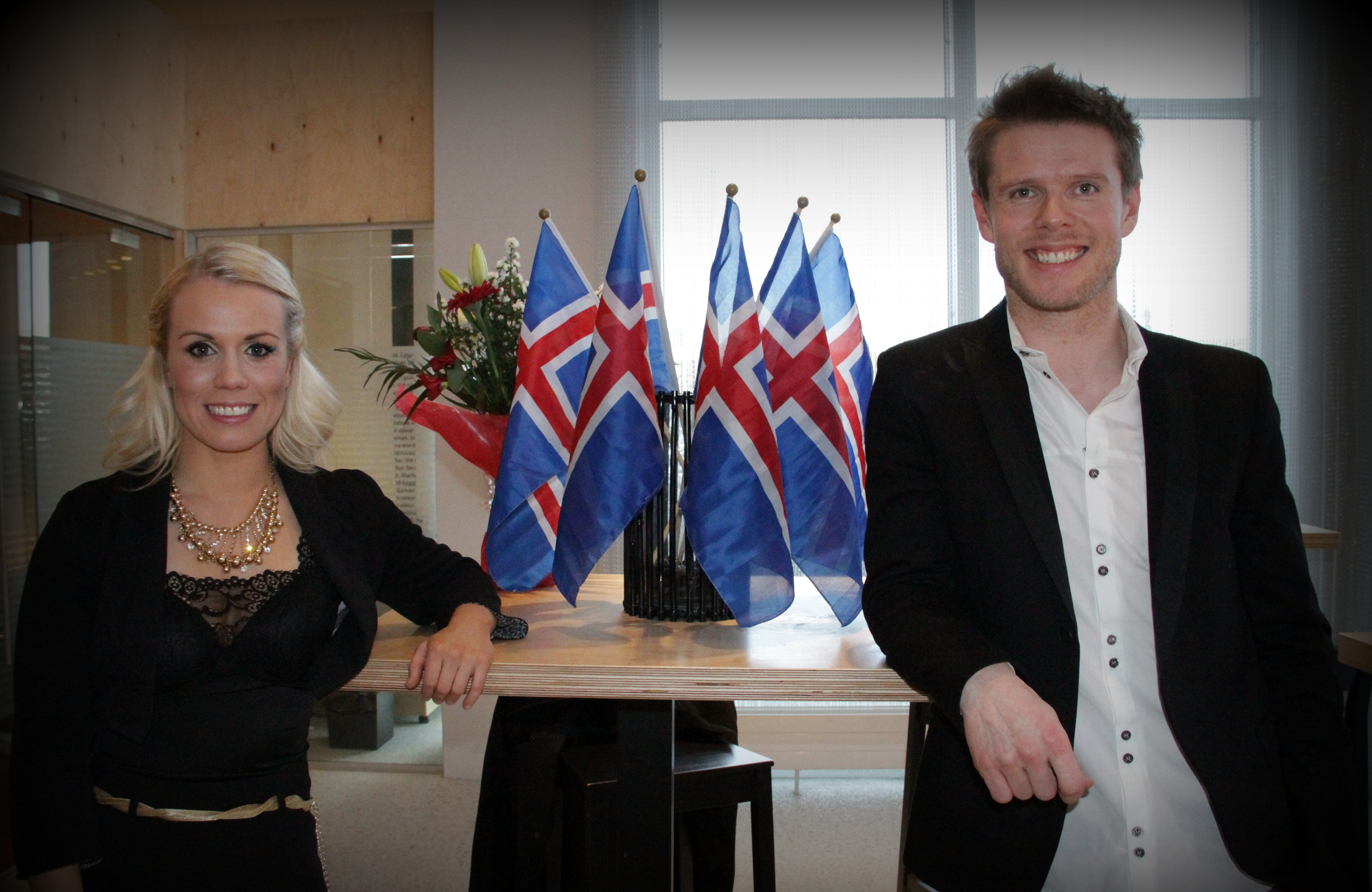
Greta Salóme a Jónsi v Baku (2012)
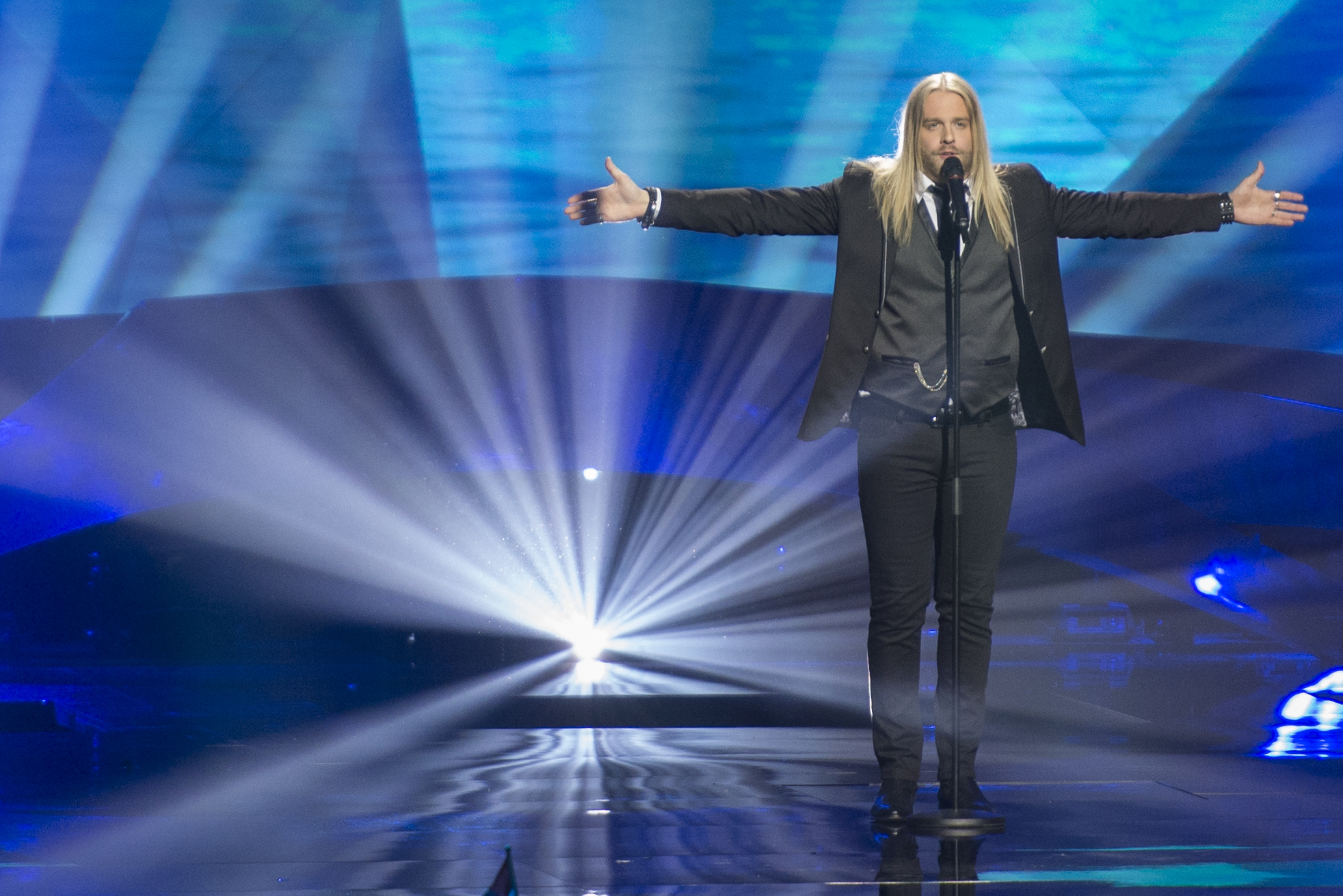
Eythor Ingi v Malmö (2013)
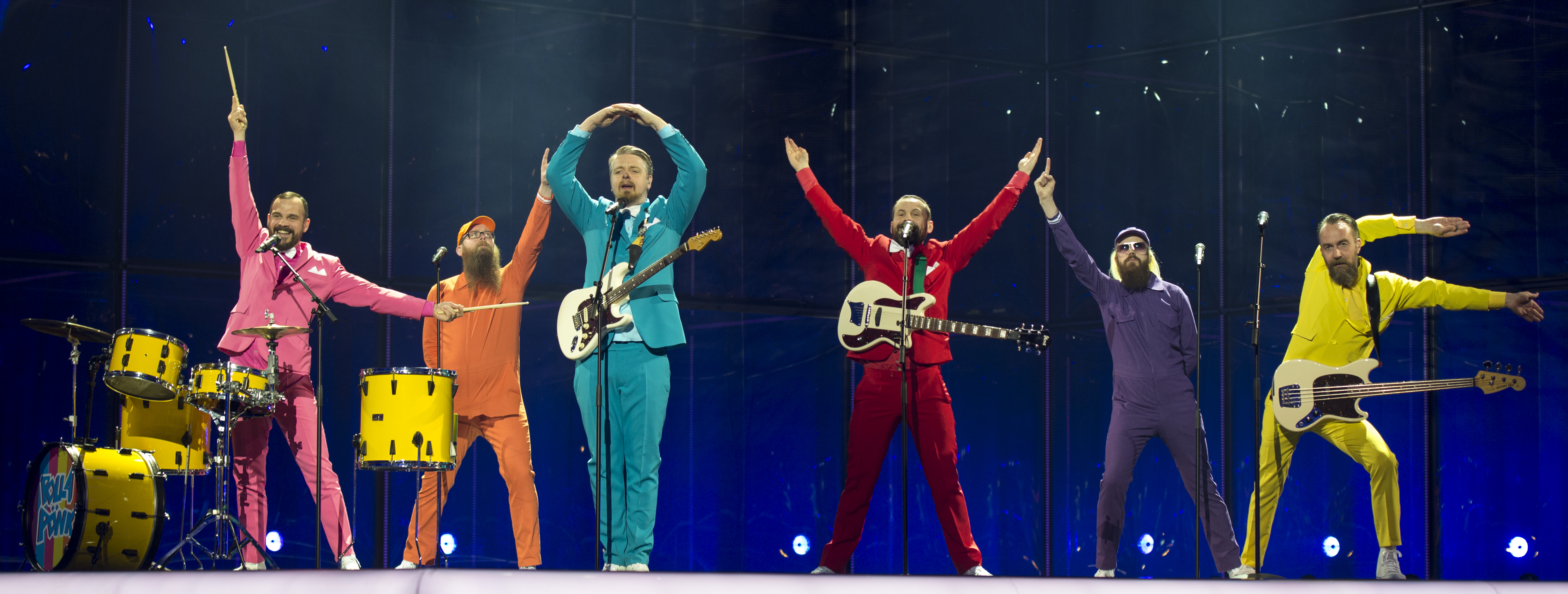
Pollapönk v Kodani (2014)
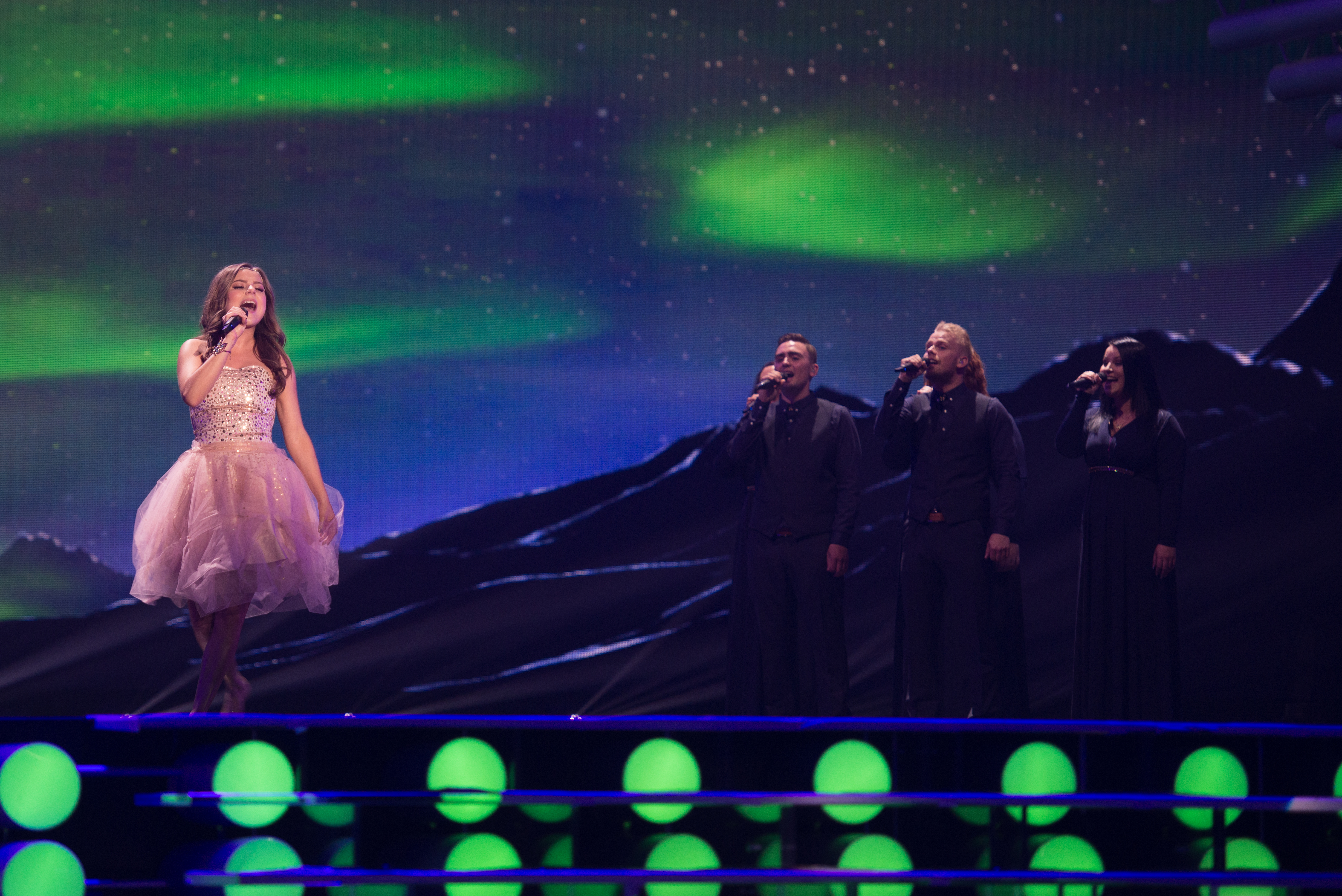
María Ólafs ve Vídni (2015)
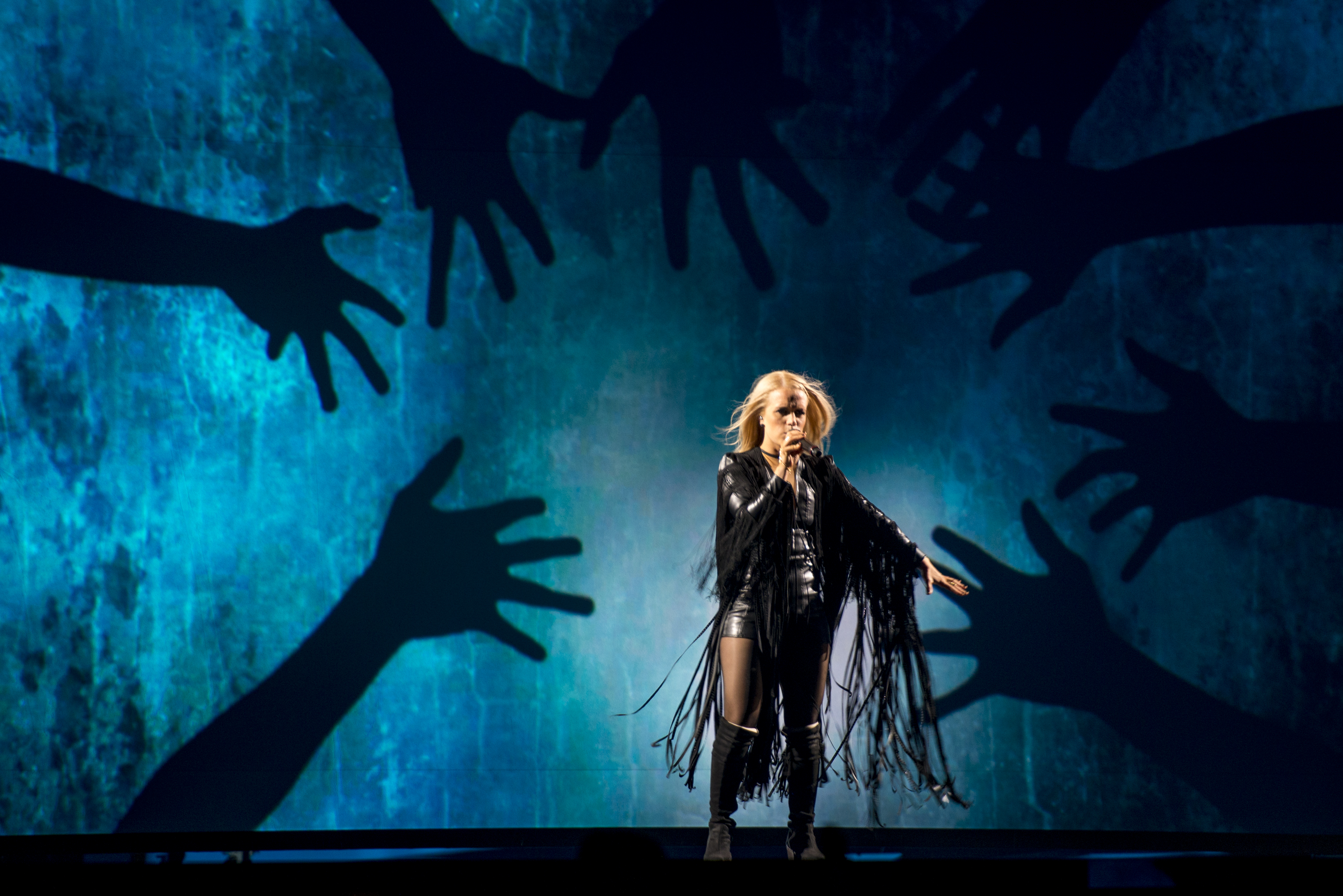
Greta Salóme ve Stockholmu (2016)
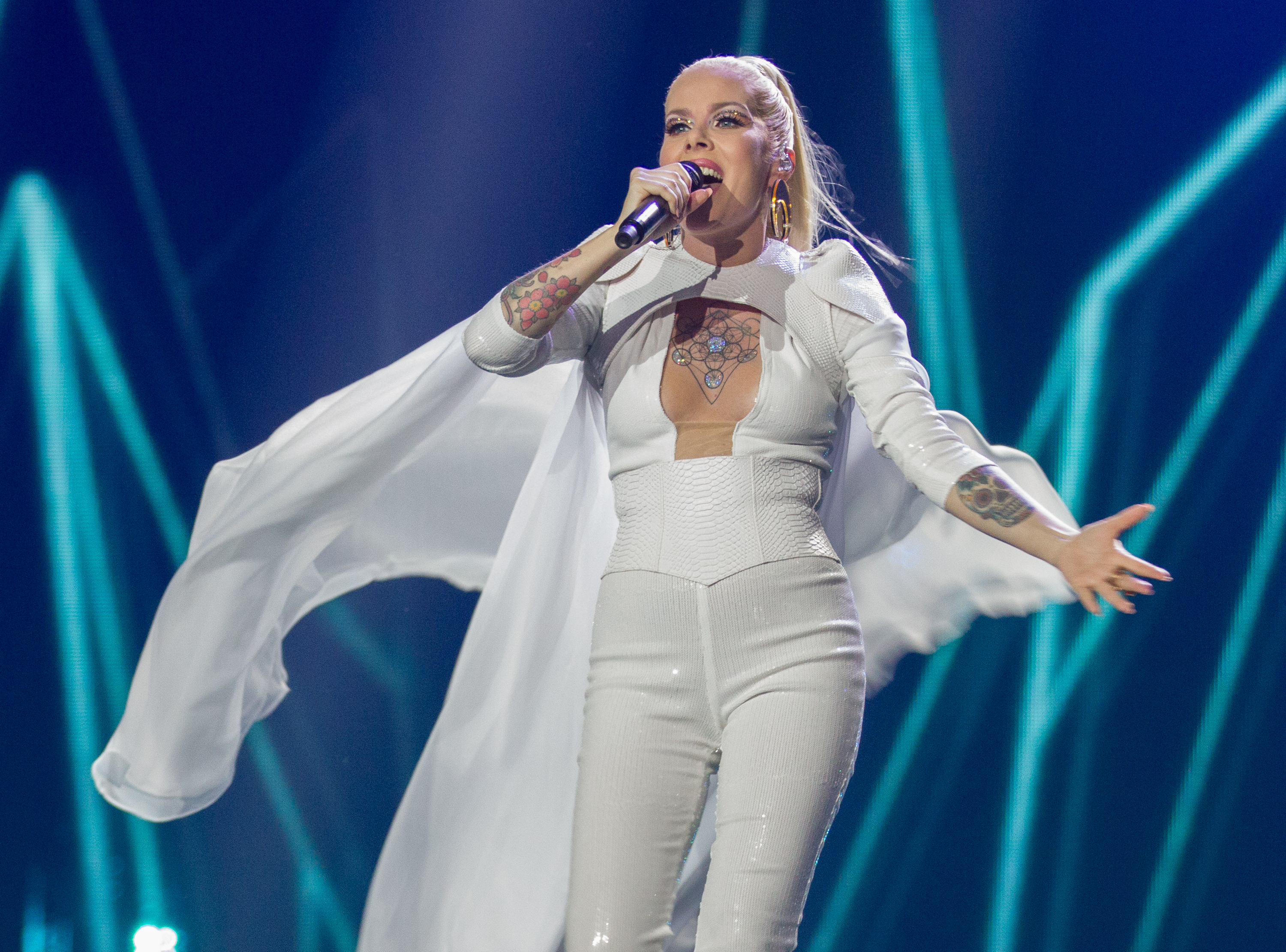
Svala v Kyjevě (2017)
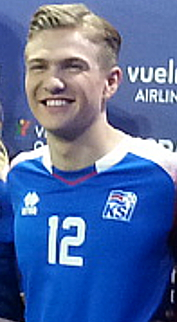
Ari Ólafsson v Lisabonu (2018)
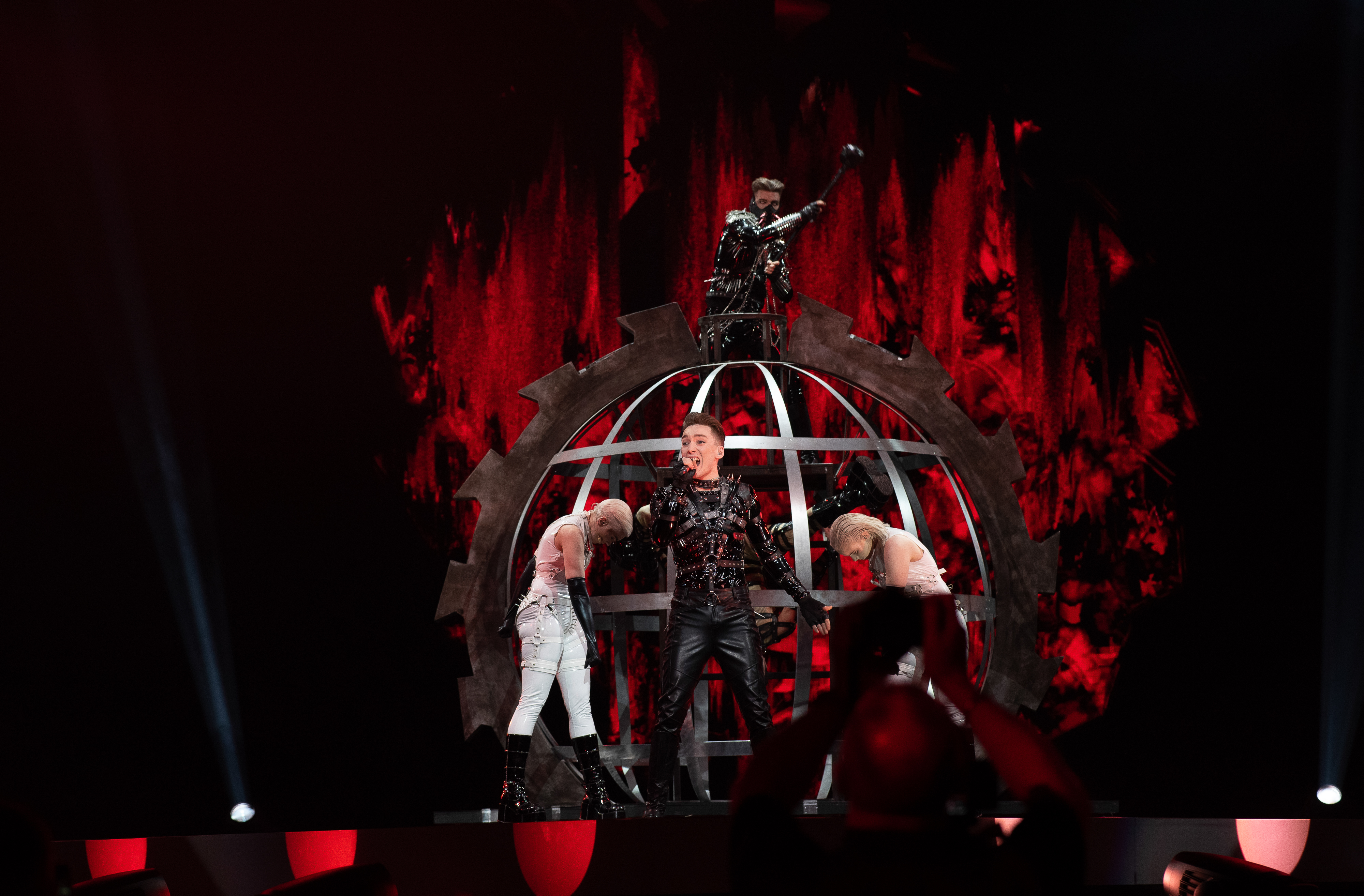
Hatari v Tel Avivu (2019)
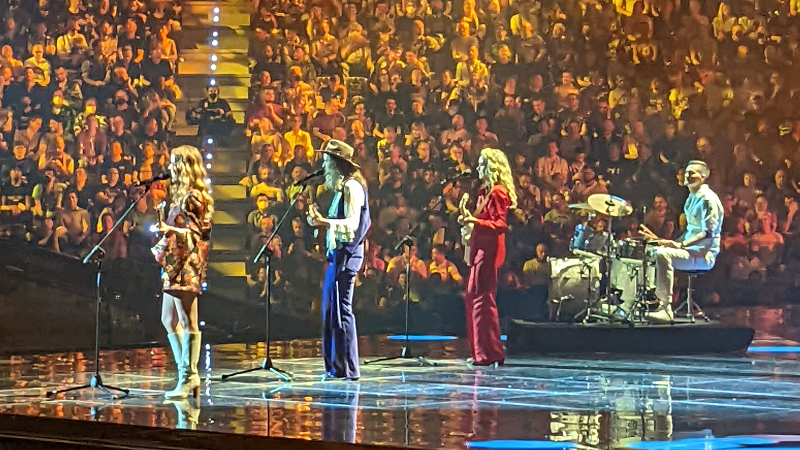
Systur v Turíně (2022)
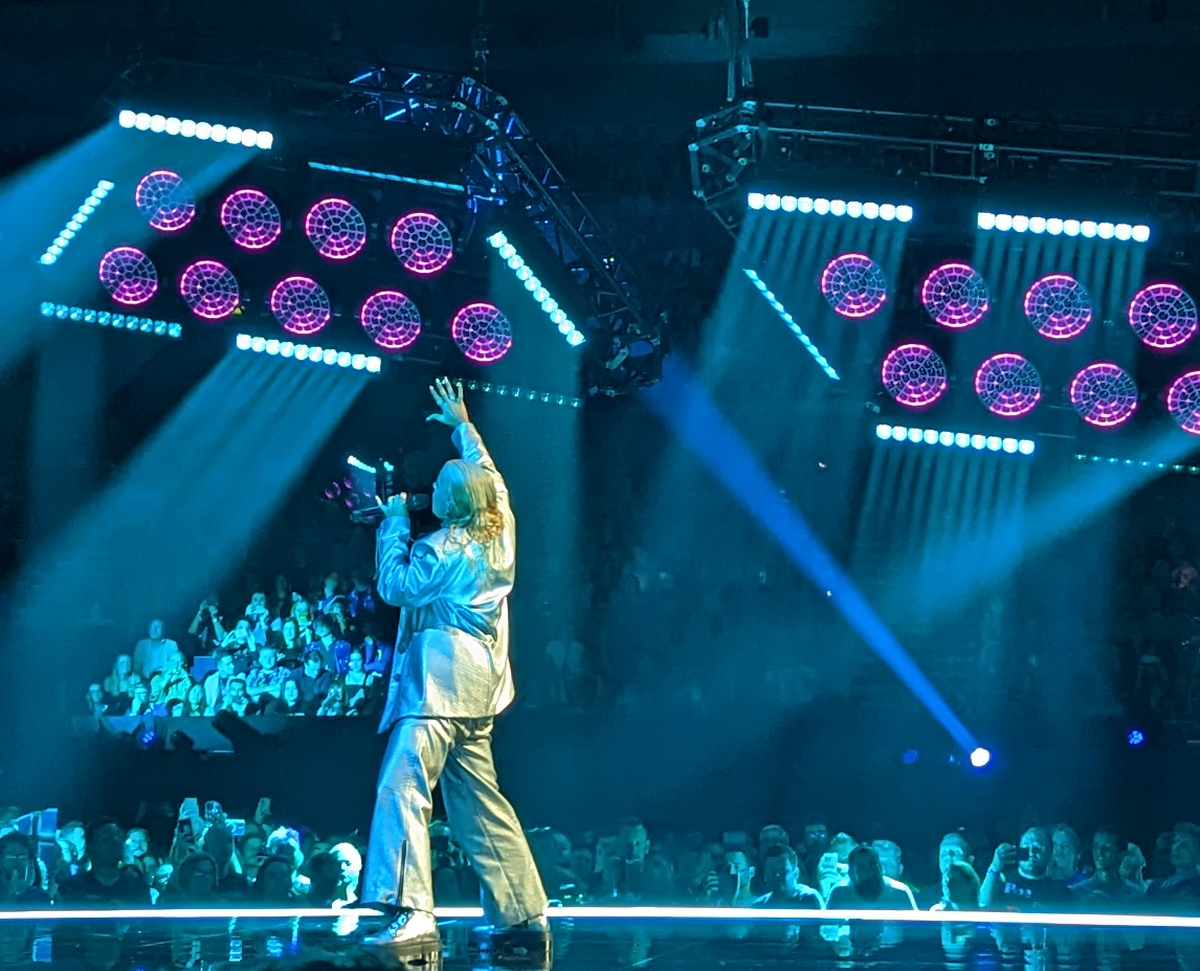
Diljá v Liverpoolu (2023)
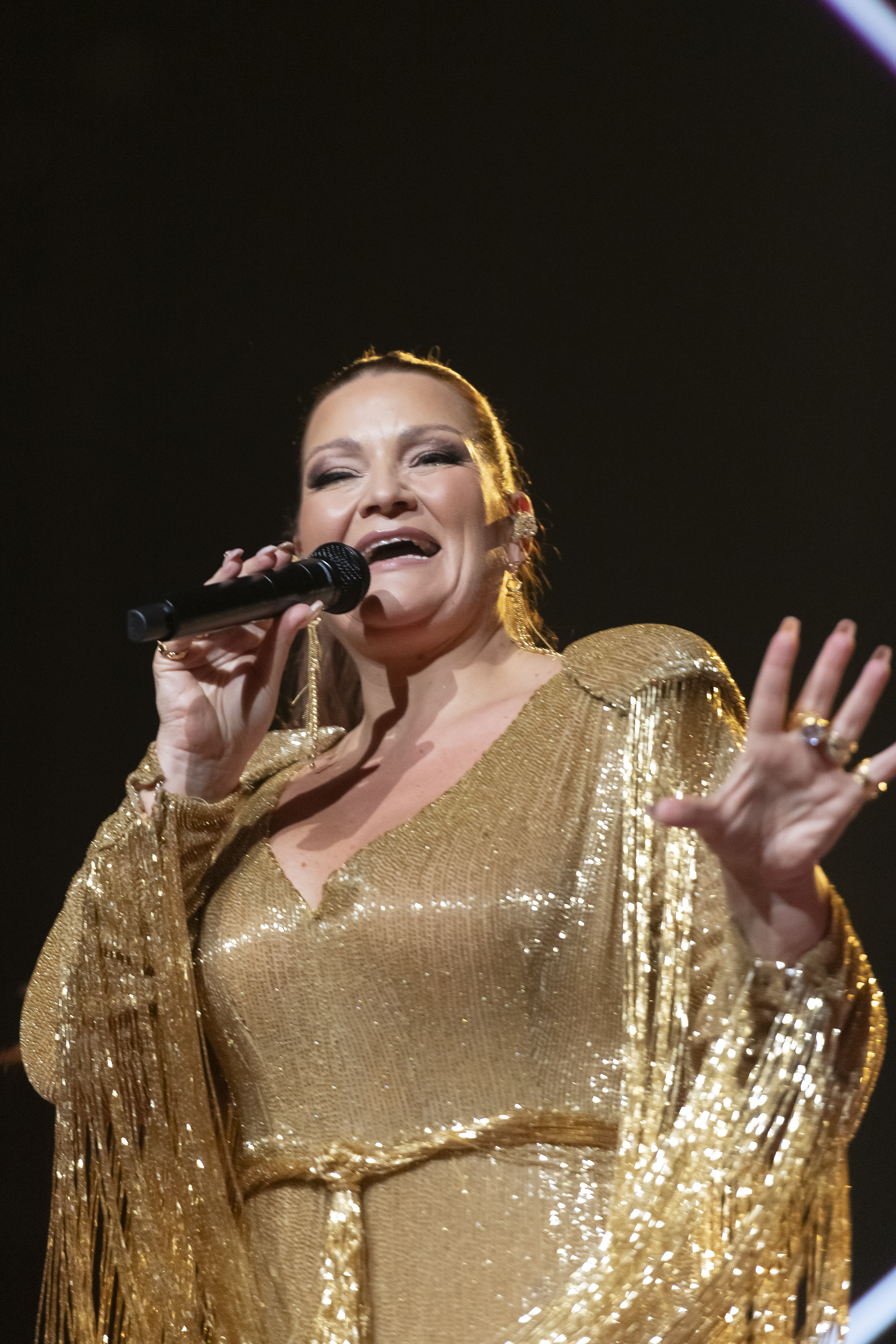
Hera Björk v Malmö (2024)
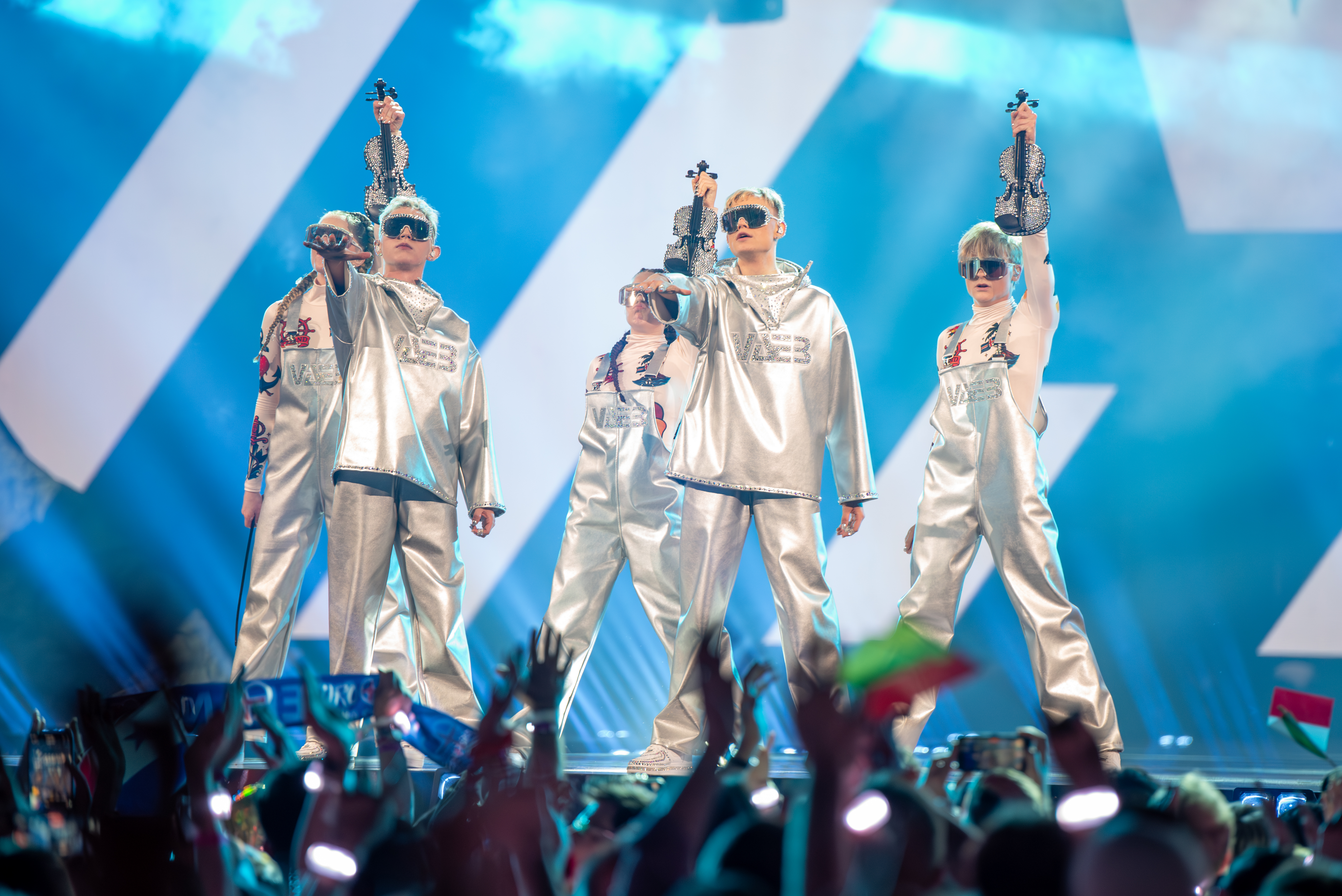
Væb v Basileji (2025)